# Synagoga Wigdora Jakubowicza i Chaskiela Banata w Łodzi (ul. Nowomiejska 21)
Synagoga Wigdora Jakubowicza i Chaskiela Banata w Łodzi – prywatny dom modlitwy znajdujący się w Łodzi przy ulicy Nowomiejskiej 21.
Synagoga została zbudowana w 1899 roku z inicjatywy Wigdora Jakubowicza i Chaskiela Banata. Została przeniesiona z lokalu przy ulicy Wschodniej 18. Mogła ona pomieścić 30 osób. Podczas II wojny światowej hitlerowcy zdewastowali synagogę.